# Viktor Tichý
Viktor Tichý (* 28. ledna 1951) je bývalý československý fotbalista.

## Fotbalová kariéra
V československé lize hrál za ZŤS Petržalka. V lize nastoupil v 5 utkáních. Pomohl Petržalce k prvnímu postupu do nejvyšší soutěže, ale v ní se už neprosadil.

## Ligová bilance
| Ročník                                   | Zápasy | Góly | Klub          |
| ---------------------------------------- | ------ | ---- | ------------- |
| 1. československá fotbalová liga 1981/82 | 5      | 0    | ZŤS Petržalka |
| CELKEM                                   | 5      | 0    |               |